# Coari (gemeente)
Coari is een gemeente in de Braziliaanse deelstaat Amazonas. De gemeente telt 84.762 inwoners (schatting 2017).
De plaats is zetel van het rooms-katholieke bisdom Coari.

## Aangrenzende gemeenten
De gemeente grenst aan Anori, Barcelos, Codajás, Maraã, Tapauá en Tefé.